# Trittico della crociera nord-atlantica

Trittici con sovrastampata la matricola del velivolo I-CALO del Comandante Jacopo Calò Carducci

Il Trittico della Crociera Nord-Atlantica è un francobollo di posta aerea emesso dal Regno d'Italia il 20 maggio del 1933 in occasione della Crociera Aerea compiuta dal generale Italo Balbo nel 1933. Questa Crociera aerea venne compiuta da 25 idrovolanti e fu quella con il più lungo percorso mai compiuto fino a quel momento da una squadriglia aerea. Anche il numero di partecipanti fu il più alto mai riscontrato.

## Composizione del Trittico
Il francobollo è composto da tre parti separabili per mezzo delle normali perforazioni laterali, per questo motivo prende il nome di "trittico".
Nella sezione sinistra vi è una etichetta per affrancare in raccomandata espresso, senza nessun valore nominale, nella quale vi è stampato il tricolore e soprastampata in nero la matricola di ciascun idrovolante che partecipò alla crociera (ad eccezione di cinque apparecchi che non ebbero la loro sigla): tale matricola è costituita dalla lettera I per Italia, un trattino e l'abbreviazione del cognome del Comandante, così, ad esempio, per il generale Balbo si troverà I-BALB.
Nella sezione centrale vi è l'effigie di Vittorio Emanuele III: si tratta di un vero e proprio francobollo da lire 5,25 per l'affrancatura di una raccomandata per espresso rivolta all'estero.
Nella parte destra vi è un altro francobollo per il pagamento della soprattassa di posta aerea. Tale soprattassa era differente in funzione della destinazione: lire 19,75 per la posta diretta verso i paesi europei e 44,75 lire per gli Stati Uniti. Questo perché la crociera prevedeva scali in Europa prima dell'attraversamento Atlantico e quindi era possibile inviare lettere anche nei paesi di scalo.
Sul valore da 19,75 lire è raffigurata l'Aurora di Guido Reni. Sul valore da 44,75 è una allegoria con il Colosseo ed in lontananza i grattacieli di New York.
Per facilitare l'identificazione, i colori delle cornici dei francobolli furono invertiti, in funzione del valore della soprattassa applicata (e quindi della destinazione): nei francobolli per le destinazioni europee, le cornici contenenti le scritte sono rosse per le due parti esterne e verdi per la parte interna, mentre in quelli per gli Stati Uniti i colori sono invertiti, rosso al centro e verde ai laterali.
Nel volo di ritorno da New York era previsto l'uso di 500 francobolli che sulla pala destra recavano la sovrastampa "Volo di Ritorno NEW YORK-ROMA".
Il Postmaster General americano non fece in tempo ad autorizzarne l'uso ed i valori rimasero inutilizzati andando a costituire uno dei pochi casi di valori regolarmente emessi e non usati. Oggi il "trittico del volo di ritorno" è tra i pezzi più ambiti dai collezionisti di tutto il mondo ed è quotato €57.000 (quotazione del catalogo Sassone 2009 per francobolli senza linguella), mentre rarissimo è il "Volo di ritorno" con filigrana "lettere": ne esistono 3 esemplari.

## Le sigle soprastampate
Le sigle soprastampate nella sezione sinistra dei trittici furono le seguenti:
- I –ARAM per il Comandante Mario Aramu
- I –BALB per il Generale Italo Balbo
- I –BIAN per il Comandante Vincenzo Biani
- I –BISE per il Comandante Attilio Biseo
- I –BORG per il Comandante Bruno Borghetti
- I –CALO per il Comandante Jacopo Calò Carducci
- I –DINI per il Comandante Mario Baldini
- I –GIOR per il Comandante Gennaro Giordano
- I –LEON per il Comandante Leonello Leone
- I –LONG per il Comandante Ulisse Longo
- I –MIGL per il Comandante Alessandro Miglia
- I –NANN per il Comandante Umberto Nannini
- I –NAPO per il Comandante Silvio Napoli
- I –PELL per il Comandante Aldo Pellegrini
- I –QUES per il Comandante Luigi Questa
- I –RANI per il Comandante Celso Ranieri
- I –RECA per il Comandante Enea Recano
- I –ROVI per il Comandante Umberto Rovis
- I –TEUC per il Comandante Giuseppe Teucci
- I -VERC per il Comandante Alessandro Vercelloni

## La crociera Nord-Atlantica
Gli equipaggi per la crociera vennero preparati per un anno prima della partenza. Ogni idrovolante era previsto di comandante, secondo pilota, radiotelegrafista e motorista. I velivoli usati furono i Savoia-Marchetti S.55X, evoluzione finale del modello già usati in precedenti crociere aeree.

## Scheda tecnica
- Emesso il 20 maggio 1933 [3]
- Stampa: rotocalco
- Filigrana: a corona
- Dentellatura: 14
- Validità: per la sola crociera
- Tiratura: 200.000 esemplari
- Disegnatore: Corrado Mezzana